# Vidră indiană
Vidra indiană (Lutrogale perspicillata), numită și simung, este o specie de vidră de apă dulce din regiuni din Asia de Sud și de Sud-Vest, majoritatea efectivului său fiind găsit în Asia de Sud-Est. Este evaluată drept vulnerabilă⁠(en)[traduceți] pe Lista roșie a IUCN din 1996 încoace, căci este amenințată de pierderea habitatului, poluarea zonelor umede și braconajul pentru comerțul ilegal cu animale sălbatice⁠(en)[traduceți]. Blana sa este relativ netedă și oarecum mai scurtă în lungime decât cea a altor specii de vidre.

## Taxonomie
Lutra perspicillata era denumirea științifică propusă Isidore Geoffroy Saint-Hilaire⁠(en)[traduceți] în 1826 pentru o vidră „brună” colectată în Sumatra.
Lutrogale a fost propus ca numele generic de John Edward Gray în 1865 pentru vidre cu un nas și o frunte mai convexe, folosind perspicillata ca specie tip.
În secolul al XIX-lea și al XX-lea au fost descrise câteva specimene zoologice⁠(en)[traduceți] timpurii, incluzând:
- Lutrogale perspicillata sindica – propus de Reginald Innes Pocock⁠(en)[traduceți] în 1940, când au fost colectate și consemnate șapte piei palide de vidre indiene în districtele Sukkur⁠(en)[traduceți] și Khairpur⁠(en)[traduceți] din provincia Sindh, Pakistan.[7]
- Lutrogale perspicillata maxwelli – propus de Robert William Hayman⁠(en)[traduceți] în 1957, și numit după naturalistul și autorul britanic Gavin Maxwell, după o vidră indiană masculă adultă brună-închis care a fost colectată pe malurile Râului Tigru, Irak.[8]

Vidra indiană este singura specie vie din genul Taxon monotipic Lutrogale. Trei subspecii regionale sunt în prezent recunoscute:
- L. p. perspicillata (I. Geoffroy Saint-Hilaire, 1826) – găsită de-a lungul Indei, Nepalului, sud-vestului provinciei Yunnan, majorității Indochinei și Asiei de Sud-Est continentale precum și pe Sumatra și Java, Indonezia.
- L. p. sindica (Pocock, 1940) – găsită în provinciile Khyber Pakhtunkhwa⁠(en)[traduceți], Punjab și Sindh, Pakistan.[10]
- L. p. maxwelli (Hayman, 1957) – găsită în Irak, predominant în apropierea Râului Tigru.[11]

Vidra indiană, împreună cu vidra orientală cu gheare scurte (Aonyx cinereus) și vidra africană fără gheare (Aonyx capensis, formează o cladă soră⁠(en)[traduceți] cu genul Lutra. Vidra indiană și vidra orientală cu gheare scurte s-au despărțit genetic⁠(en)[traduceți] acum în jur de 1,33 ± 0,78 milioane de ani. În Singapore a avut loc hibridare între vidre indiene masculi și vidre orientale cu gheare scurte femele. Urmașii rezultați și descendenții acestora s-au înmulțit apoi înapoi în populația de vidre indiene, dar au menținut genele strămoșilor lor vidre orientale cu gheare scurte. Astăzi, în Singapore există o populație urbană de cel puțin 60 de vidre hibride.

## Caracteristici
Vidra indiană are un strat scurt și neted de blană brună-închis până la brun-roșiatică de-a lungul spatelui, cu brun mai deschis cu tentă cenușie pe partea ventrală. Se deosebește de alte specii de vidră printr-un cap mai „rotunjit” și prin faptul că are un nas lipsit de păr, vag în formă de diamant distorsionat. Coada este turtită, deosebindu-se de cozile mai rotunjite sau cilindrice ale altor vidre. Picioarele sunt scurte și puternice, cu labe mari înzestrate cu membrană interdigitală și gheare puternice și ascuțite pentru mânuirea peștilor alunecoși. Vidra indiană este o specie de vidră relativ mare, cântărind de la 7 până la 11 kg și măsurând în jur de 59–64 cm în lungimea capului plus cea a trunchiului cu o coadă lungă de 37–43 cm. Femelele au două perechi de sfârcuri cu care alăptează rânduri mici de pui care constă în câțiva pui.

## Răspândire și habitat

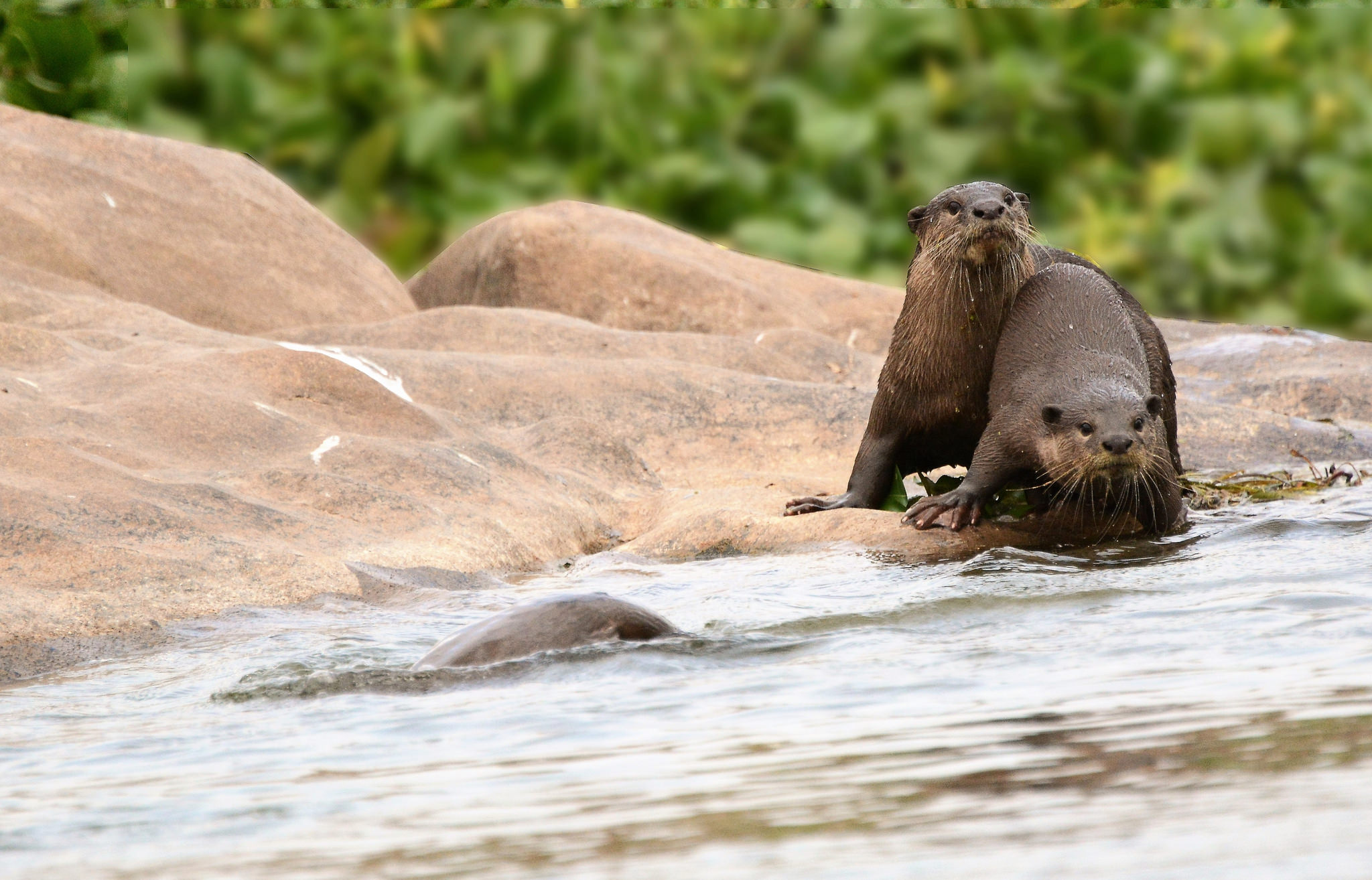
Vidre indiene la malul en, en, Karnataka, India

Vidra indiană este răspândită în Pakistan, India, Nepal, Bhutan, Bangladesh, sudul⁠(en)[traduceți] Chinei, Myanmar, Thailanda, Vietnam, Malaysia, Singapore și pe Borneo, Sumatra și Java. O populație izolată trăiește în smârcuri din Irak.
A fost adeseori semnalată în apă sărată lângă coastă, mai ales pe insule mai mici, dar are nevoie de o sursă apropiată de apă dulce.
Populează zone unde apa dulce este din belșug, precum zone umede, mlaștini sezoniere, râuri, lacuri și câmpuri de orez⁠(en)[traduceți]. În locurile în care este singura specie de vidră care le populează, viețuiește în aproape orice habitat adecvat. Dar acolo unde este simpatrică⁠(en)[traduceți] cu alte specii de vidră, evită canale și ape curgătoare mai mici în favoarea apelor mai mari.
Grupurile de vidre indiene din Râul Moyar⁠(en)[traduceți] studiate au preferat zone stâncoase cu nisip afânat și puțin covor vegetal de lână segmente de râu cu curent rapid.
S-a presupus că s-ar putea ca populația din zonele mlăștinoase mesopotamiene⁠(en)[traduceți] să fi dispărut, dar în 2009 au fost găsite urme de vidră, ceea ce sugerează că s-ar putea ca populația să fi supraviețuit. Au fost găsite piei de vidre indiene în cadrul unor sondaje din perioada anilor 2005–2012 în vecinătatea zonelor mlăștinoase Hammar⁠(en)[traduceți] și Hawizeh⁠(en)[traduceți]. Despre urmele și excrementele găsite în guvernoratul Arbil s-a presupus de asemenea că au fost lăsate de vidre indiene.
În Gujarat au fost semnalate în 2015 vidre indiene lângă lacuri, canale și mangrove în periferiile orașului Surat. În Singapore, vidrele indiene s-au adaptat bine la mediul urban și au fost observate folosind structuri urbane precum goluri de sub clădiri ca alternativă la vizuini. Se folosesc de asemenea de scări arhitecturale și dispozitive scări pentru a intra și ieși din anumite canale cu maluri verticale sau aproape verticale.
Această populație este bine protejată și în creștere constantă, unele familii, precum familia de vidre Bishan, ajungând să fie observate frecvent și atrăgând atenția presei.

## Comportament și ecologie
Vidrele indiene trăiesc în grupuri alcătuite din până la 11 indivizi. Se odihnesc pe maluri nisipoase de râuri și își stabilesc vizuinile sub rădăcini de copaci sau printre bolovani. Observațiile din Malaysia Peninsulară⁠(en)[traduceți] indică că sunt active cel mai mult în timpul zilei, cu un somn scurt la amiază. Își marchează spațiul de joacă urinând și defecând pe stânci sau vegetație.
Comunică prin vocalizări precum fluierături, ciripituri și tânguiri.

### Dietă
Au fost observate vidre indiene căutând hrană pe maluri de râu printre trunchiuri de copaci.
Se hrănesc în principal cu pești, incluzând pești din genul Trichogaster⁠(en)[traduceți], familia Anabantidae⁠(en)[traduceți] și ordinul Siluriformes. În timpul sezonului de plantare a orezului vânează de asemenea șobolani în câmpurile de orez. Șerpii, amfibienii și insectele alcătuiesc o parte mică a dietei sale. În special în zonele unde împart habitatul cu alte specii de vidră preferă pești mai mari ce au de obicei lungimea de 5–30 cm.
În Parcul Natural Kuala Selangor⁠(en)[traduceți], un grup de vidre a fost observat vânând. Acestea au format o linie unduioasă, un pic în formă de „V”, indicând în direcția mișcării, și aproape la fel de lată cât pârâul. Cei mai mari indivizi ocupau secțiunea de mijloc. În această formație s-au deplasat unduios și sălbatic prin pârâu, făcând ca pești panicați să sară afară din apă la câțiva metri depărtare. Vidrele s-au scufundat dintr-o dată și au apucat pești în bot. Apoi s-au dus la mal și au trântit puțin peștele pe partea noroioasă a malului, după care l-au înghițit dintr-o singură înghițitură începând cu capul.

### Reproducere

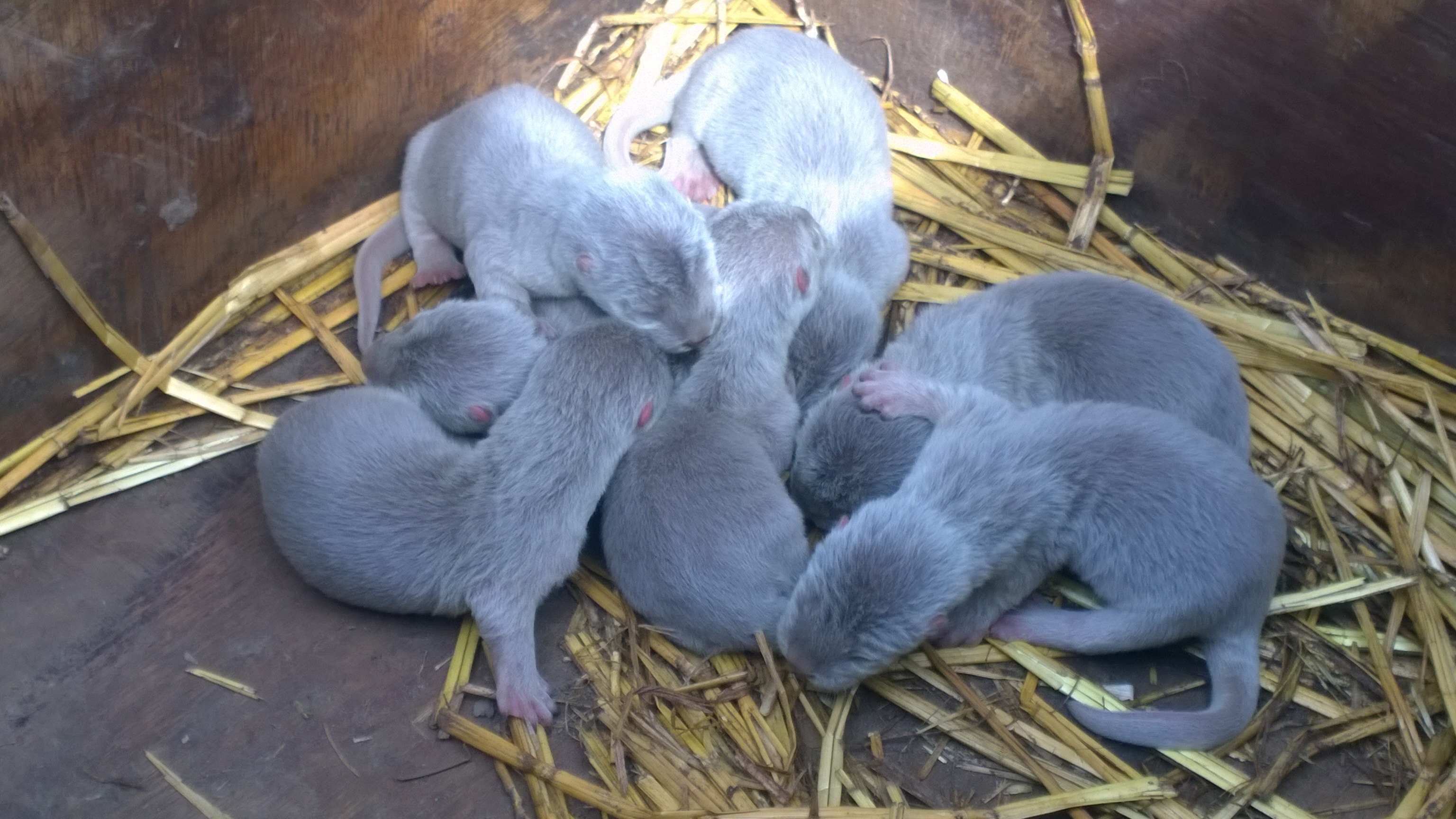
Pui de vidră indiană la en, Anglia

Vidrele indiene formează mici grupuri de familie ce constă într-o pereche împerecheată și până la patru urmași din sezoane anterioare.
Copulația⁠(en)[traduceți] are loc în apă și durează mai puțin de un minut.
Atât timp cât hrana disponibilă este suficientă, se reproduc de-a lungul întregului an, dar acolo unde depind de precipitațiile musonului, se reproduc din octombrie până în februarie. Cel mai numeros rând de pui născut în sălbăticie înregistrat consta în șapte pui și a fost observat în Singapore în noiembrie 2017.
Puii sunt născuți după o perioadă de gestație de 60 până la 63 de zile, numărul obișnuit de pui al rândului de pui fiind de până la cinci. Mama își naște și crește puii într-o vizuină din apropierea apei. Fie construiește ea însăși o astfel de vizuină, fie preia una abandonată. La naștere, puii sunt orbi și neajutorați, dar ochii li se deschid după 10 zile. Sunt înțărcați la în jur de trei până la cinci luni și ajung la dimensiunea de adult la vârsta de în jur de un an, iar maturitatea sexuală⁠(en)[traduceți] o ating la doi până la trei ani.

## Amenințări
Vidra indiană este amenințată de braconaj și de pierderea și distrugerea zonelor umede pe măsură ce acestea sunt convertite pentru așezări, agricultură și proiecte hidroelectrice; cursuri de apă sunt în curs de poluare cu pesticide precum organocloruri și organofosfați⁠(en)[traduceți]. Acești factori duc la o bază de prăzi redusă. Sunt ucise vidre nediscriminatoriu mai ales în zone de acvacultură. Prinderea în capcană a vidrelor are loc în principal în India, Nepal și Bangladesh.
De-a lungul Râului Chambal⁠(en)[traduceți] din India, vidrele indiene sunt cel mai vulnerabile în timpul iernii când cresc pui. În timpul acestui anotimp sunt perturbate de oameni care strâng recolte și elimină lemn de-a lungul fâșiilor stâncoase ale râului.
Șase vidre indiene juvenile au fost descoperite în ianuarie 2013 într-o sacoșă lăsată la Aeroportul Internațional Bangkok. Acesta a fost primul caz de vidre indiene despre care se presupune că au fost destinate pentru comerțul⁠(en)[traduceți] ilegal cu animale de companie.
În 2016 și 2017, cel puțin șapte vidre indiene au fost oferite spre vânzare prin site-uri web de către comercianți din Thailanda și Malaysia.

## Conservare
Vidra indiană este o specie protejată în majoritatea țărilor cuprinse în arealul său și din 1996 încoace este listată la nivel global pe Lista roșie a IUCN drept specie vulnerabilă⁠(en)[traduceți]. A fost listată în Anexa II a CITES începând din 1977. Din august 2019 încoace este inclusă în Anexa I a CITES, ceea ce îi întărește protecția privitoare la comerțul internațional.

## Semnificație culturală
În sudul Bangladeshului, vidrele indiene sunt folosite la pescuitul comercial. Sunt înmulțite în captivitate și antrenate să fugărească peștii din plasele de pescuit. În 2011 această tehnică era folosită de aproximativ 300 de pescari, iar pe lângă aceștia, 2.000 de oamenii fiind dependenți indirect de tehnică pentru propriul trai.